# Gielde
Gielde là một đô thị ở huyện Wolfenbüttel, trong bang Niedersachsen, nước Đức. Đô thị Gielde có diện tích 9,11 km².